# James Stevenson
James Stevenson, född 25 mars 1981, är en amerikansk skådespelare. Han har bland annat medverkat i CSI: New York.